# Villem Buk
Villem Buk (auch Buck, * 25. Märzjul. / 6. April 1879greg. in Voore, heute Landgemeinde Põlva; † 1941 (verschollen)) war ein estnischer Schriftsteller.

## Leben und Werk
Buk absolvierte nach dem Schulbesuch eine Schulmeisterausbildung und arbeitete ab 1898 als Lehrer in seiner Heimatgemeinde. Als Aktivist in der Revolution von 1905 wurde er 1906 jedoch aus dem Schuldienst entlassen und zeitweilig inhaftiert. Von 1912 bis 1914 war er Zeitungsredakteur in Narva, wo er gemeinsam mit Jaan Anvelt das Organ der estnischen Abteilung der Sozialdemokratischen Arbeiterpartei Russlands herausgab. 1915 wurde er wegen der Verbreitung von Flugblättern ausgewiesen, aber nach der Februarrevolution 1917 arbeitete er wieder in Tallinn. Vor der deutschen Besetzung Estlands im Ersten Weltkrieg floh er nach Sowjetrussland, wo er in den 1920er Jahren als Redakteur und Pädagoge in Leningrad arbeitete. Ab 1934 war er pensioniert. Nach der Sowjetisierung Estlands kehrte er im Februar 1941 wieder nach Estland zurück, nur um infolge des deutschen Überfalls auf die Sowjetunion wieder nach Osten zu fliehen. Auf dieser Flucht ist er verschollen. Er wollte von Mustvee aus den Peipussee überqueren, danach verliert sich seine Spur.
Buks Werk ist geprägt vom Marxismus, ab 1906 beteiligte er sich an den revolutionären Publikationen von Juhan Lilienbach. Als Prosaist zeichnete er realistisch das Leben der armen Bevölkerungsschichten nach, während seine Dichtung stärkere Propagandaelemente aufweist. Beispielsweise wird in dem über 270 Zeilen umfassenden Poem „Der Traktor“, das im Metrum der estnischen Volksdichtung abgefasst ist, beschrieben, wie die Bauern allen Neuerungen gegenüber zunächst skeptisch eingestellt sind, am Ende aber die Vorzüge der Maschine einsehen und nicht mehr auf sie verzichten wollen. In Leningrad war er 1926 eines der Gründungsmitglieder der dortigen Estnischen Proletarischen Schriftstellerassoziation, die eine Sektion der Leningrader Proletarischen Schriftstellerassoziation bildete.

## Bibliografie
- Kolm suurt muret ('Drei große Sorgen'). J. Reevits, Tartu 1909. 48 S.
- Jumala rahvas ('Gottes Volk'). s.n., Tartu 1911. 32 S.
- Kivine raamat ('Das steinerne Buch'). Teadus, Tallinn 1912. 38 S.
- Lina ('Flachs'). Kõne, Narva 1913. 14 S.
- Sula ('Tauwetter'). Külvaja, Leningrad 1926. 72 S.
- Kodukäija. Näidend kolmes pildis ('Der Widergänger. Schauspiel in drei Bildern'). Külvaja, Leningrad 1925. 30 S.

## Sekundärliteratur
- Aarne Vinkel: Villem Buk ja tema looming aja voolus, in: Keel ja Kirjandus 4/1979, S. 217–225.